# Philemon citreogularis
Philemon citreogularis е вид птица от семейство Meliphagidae.

## Разпространение
Видът е разпространен в Австралия и Индонезия.